# Jean Bouise
Jean Bouise, rodným jménem Jean-Joseph Bouise (3. června 1929 Le Havre – 6. července 1989 Lyon), byl francouzský divadelní a filmový herec, držitel Césara.

## Život a kariéra
Původně vystudoval chemii na vysoké škole v Rouenu. Později začal hrát v divadle a byl spoluzakladatelem divadla Théâtre de la Comédie v Lyonu. Zde notně spolupracoval se svým přítelem Rogerem Planchonem a hrál zejména v klasických dramatech, například Williama Shakespeara.
Ve filmu začal účinkovat začátkem 60. let 20. století, ale ve významnějších titulech se objevoval zejména v sedmdesátých a osmdesátých letech a stal se jedním z nejvýraznějších francouzských představitelů vedlejších rolí tohoto období. Vedlejší role hrál vždy a téměř pokaždé v dramatech, v komediích se objevil naprosto výjimečně, například v roce 1974 ve filmu Návrat velkého blondýna s Pierrem Richardem. K známějším filmům, ve kterých hrál, patří například Atentát v Paříži (1972), Stará puška (1975), Pan Klein (1976) nebo Smrt darebáka (1977). Několikrát spolupracoval s režisérem Yvesem Boissetem, kromě jiného na filmu Soudce zvaný šerif (1977), za který byl nominován na Césara. Ocenění skutečně získal krátce nato, v roce 1980 za roli ve filmu Horká hlava.
V obou desetiletích vystupoval také v různých divadlech, například Théâtre de l'Odéon v Paříži. Dále spolupracoval s televizí a hrál rovněž v krátkometrážních filmech, což bylo poměrně výjimečné. V osmdesátých letech kromě jiného intenzivně spolupracoval s režisérem Lucem Bessonem a objevil se ve všech jeho známých filmech, jakými byly Podzemka (1985), Magická hlubina (1988) nebo Brutální Nikita (1990). K dalším významnějším režisérům, s nimiž v 80. letech natáčel, patří například Alexandre Arcady, Jean-Jacques Annaud nebo Claude Lelouch.
V roce 1989 náhle zemřel na rakovinu plic. Jeho posledním filmem byla Brutální Nikita Luce Bessona, premiéry se už nedožil.
Jeho manželkou byla herečka Isabelle Sadoyan.

## Filmografie (výběr)
- 1964: Soy Cuba (Soy Cuba), režie Michail Kalatozov
- 1964: Tintin et les oranges bleues (Tintin et les oranges bleues), režie Philippe Condroyer
- 1966: Avec la peau des autres (Avec la peau des autres), režie Jacques Deray
- 1966: Válka skončila (La Guerre est finie), režie Alain Resnais
- 1969: Z (Z), režie Costa-Gavras
- 1970: Doznání (L'Aveu), režie Costa-Gavras
- 1971: Schůzka v Bray (Rendez-vous à Bray), režie André Delvaux
- 1971: Vzali nohy na ramena (La Poudre d'escampette), režie Philippe de Broca
- 1972: Atentát v Paříži (L'Attentat), režie Yves Boisset
- 1973: Spálené stodoly (Les Granges brûlées), režie Jean Chapot
- 1974: Návrat velkého blondýna (Le Retour du grand blond), režie Yves Robert
- 1975: Bláznivá na zabití (Folle à tuer), režie Yves Boisset
- 1975: Pan Dupont (Dupont-Lajoie), režie Yves Boisset
- 1975: Stará puška (Le vieux fusil), režie Robert Enrico
- 1976: Mado (Mado), režie Claude Sautet
- 1976: Pan Klein (Monsieur Klein), režie Joseph Losey
- 1977: Smrt darebáka (La Mort d'un pourri), režie Georges Lautner
- 1977: Soudce zvaný šerif (Le Juge Fayard dit le 'shérif'), režie Yves Boisset
- 1978: Motýl na rameni (Un papillon sur l'épaule), režie Jacques Deray
- 1979: Horká hlava (Coup de tęte), režie Jean-Jacques Annaud
- 1983: Edith a Marcel (Édith et Marcel), režie Claude Lelouch
- 1983: Poslední bitva (Le Dernier combat), režie Luc Besson
- 1985: Nečekaná zrada (Partir, revenir), režie Claude Lelouch
- 1985: Podzemka (Subway), režie Luc Besson
- 1986: Rudá zóna (Zone rouge), režie Robert Enrico
- 1987: Poslední léto v Tangeru (Dernier été à Tanger), režie Alexandre Arcady
- 1988: Kámen mudrců (L'Oeuvre au noir), režie André Delvaux
- 1988: Magická hlubina (Le Grand bleu), režie Luc Besson
- 1990: Brutální Nikita (Nikita), režie Luc Besson

## Ocenění

### César
Ocenění
- 1980: César pro nejlepšího herce ve vedlejší roli za film Horká hlava

Nominace
- 1976: César pro nejlepšího herce ve vedlejší roli za film Stará puška
- 1978: César pro nejlepšího herce ve vedlejší roli za film Soudce zvaný šerif